# Conus ochroleucus
Espèce
Statut de conservation UICN

 LC  : Préoccupation mineure
Conus ochroleucus est une espèce de mollusques gastéropodes marins de la famille des Conidae.
Comme toutes les espèces du genre Conus, ces escargots sont prédateurs et venimeux. Ils sont capables de « piquer » les humains et doivent donc être manipulés avec précaution, voire pas du tout.

## Description
La taille d'une coquille adulte varie entre 40 mm et 88 mm. La coquille est longue et étroite, avec des rainures distantes vers la base. Sa couleur est brun jaunâtre, diversement nuancée, avec une bande médiane plus claire assez indistincte. L' opercule blanche est un peu plus large vers l'avant. La spire striée et acuminée est maculée de brun jaunâtre et de blanc. 

## Distribution
Cette espèce se trouve dans l'océan Pacifique au large de Taiwan, des Philippines, de Papouasie-Nouvelle-Guinée, de Indonésie et de Fidji ; dans l'océan Indien au large de Inde.

### Niveau de risque d’extinction de l’espèce
Selon l'analyse de l'UICN réalisée en 2011 pour la définition du niveau de risque d'extinction, cette espèce se trouve de Bornéo à Fidji, y compris Taïwan au nord et Timor-Leste au sud, et également en Inde et au Sri Lanka. Cette espèce est classée dans la catégorie "préoccupation mineure".

## Taxonomie

### Publication originale
L'espèce Conus ochroleucus a été décrite pour la première fois en 1791 par le naturaliste et chimiste allemand Johann Friedrich Gmelin dans « Systema Naturae Linneaeus (ed) Ed 13 »,.

### Synonymes
- Asprella ochroleuca (Gmelin, 1791) · non accepté
- Conus (Phasmoconus) ochroleucus Gmelin, 1791 · appellation alternative
- Conus fasciatus G. B. Sowerby II, 1858 · non accepté (preoccupied)
- Conus praefectus Hwass, 1792 · non accepté (synonym of Conus ochroleucus)
- Cucullus eburneus Röding, 1798 · non accepté (objective junior synonym)
- Graphiconus ochroleucus (Gmelin, 1791) · non accepté

### Sous-espèces
- Conus ochroleucus ochroleucus Gmelin, 1791
- Conus ochroleucus tmetus Tomlin, 1937